# Hymenophyllum humboldtianum
Hymenophyllum humboldtianum là một loài dương xỉ trong họ Hymenophyllaceae. Loài này được E.Fourn. mô tả khoa học đầu tiên năm 1873.
Danh pháp khoa học của loài này chưa được làm sáng tỏ. 